# Olof Thulin (jurist)
Olof Gabriel Thulin, född den 23 februari 1897 i Stockholm, död den 5 april 1983 i Uppsala, var en svensk jurist. Han var son till Gabriel Thulin och tvillingbror till Folke Thulin.
Thulin avlade studentexamen 1915 och juris kandidatexamen vid Stockholms högskola 1920 samt genomförde tingstjänstgöring i Hallands mellersta domsaga 1920–1923. Han blev tillförordnad fiskal i Svea hovrätt 1925, assessor där 1929 (extra ordinarie 1927), tillförordnad revisionssekreterare 1933, hovrättsråd 1936 och ordinarie revisionssekreterare samma år. Thulin var häradshövding i Hedemora domsaga 1942–1964. Han blev styrelseledamot i samfundet Pro Fide et Christianismo 1941 och vice preses där 1979. Thulin blev riddare av Nordstjärneorden 1938 och kommendör av samma orden 1954. Han vilar i sin familjegrav på Norra begravningsplatsen utanför Stockholm.